# Liste der Kulturdenkmäler in Butzbach
Die folgende Liste enthält die in der Denkmaltopographie ausgewiesenen Kulturdenkmäler auf dem Gebiet  der  Stadt Butzbach, Wetteraukreis, Hessen.
Hinweis: Die Reihenfolge der Denkmäler in dieser Liste orientiert sich zunächst an Stadtteilen und anschließend der Anschrift, alternativ ist sie auch nach der Bezeichnung, der vom Landesamt für Denkmalpflege vergebenen Nummer oder der Bauzeit sortierbar.
Kulturdenkmäler werden fortlaufend im Denkmalverzeichnis des Landes Hessen durch das Landesamt für Denkmalpflege Hessen auf Basis des Hessischen Denkmalschutzgesetzes (HDSchG) geführt. Die Schutzwürdigkeit eines Kulturdenkmals hängt nicht von der Eintragung in das Denkmalverzeichnis des Landes Hessen oder der Veröffentlichung in der Denkmaltopographie ab.

2009 wurden in Butzbach zur eindeutigen Orientierung mehrfach vorkommende Straßennamen umbenannt. Die früheren Straßennamen und Hausnummern sind in der Liste in Klammern angegeben.

## Bodenrod
| Bild                                 | Bezeichnung                          | Lage                                                                    | Beschreibung | Bauzeit                        | Objekt-Nr. |
| ------------------------------------ | ------------------------------------ | ----------------------------------------------------------------------- | --- | ------------------------------ | ---------- |
| weitere Bilder                       | Schulhaus mit Betsaal                | Am Jungborn 2 (ehem. Gartenstraße 2) LageFlur: 1, Flurstück: 16/1       | Das Bodenroder Schulhaus geht auf eine Gründung der Hessen-Butzbacher Landgräfin Anna-Elisabeth in der 2. Hälfte des 17. Jhs. zurück. Die heutige Gestalt des Hauses beruht auf einer Erweiterung von 1832.                                            | 1832                           | 404130 DDB |
| weitere Bilder                       | Gesamtanlage                         | Gesamtanlage Lage                                                       | Der historische Ortsgrundriss bezeichnet eine Senke im Kreuzungspunkt mehrerer alter Wege, die aus Weiperfelden, Brandoberndorf, Hausen, Münster, Michelbach und weiter aus Usingen kamen.                                                             |                                | 4793 DDB   |
| weitere Bilder                       | Zweigeschossiges Fachwerkwohnhaus    | Am Spritzenhaus 7 (ehem. Hintergasse 7) LageFlur: 1, Flurstück: 38      | Zweigeschossiges Fachwerkwohngebäude einer dreiseitigen Hofanlage, die selbst eine kleine Gesamtanlage im Bodenroder Ortskern darstellt. Das Fachwerk des Wohngebäudes ist verputzt, in seinem Gefüge offensichtlich nicht gestört.                    | circa 17. Jahrhundert          | 404133 DDB |
| weitere Bilder                       | Fachwerkhaus Hofanlage               | In der Ecke 2 LageFlur: 1, Flurstück: 1                                 | Zweigeschossiges Fachwerkwohngebäude einer vierseitigen Hofanlage, die wie im Fall von Hintergasse 7 eine kleine Gesamtanlage bildet; das verputzte Fachwerk des Wohnhauses stammt aus dem 18. Jahrhundert, das Dach wurde im 19. Jahrhundert erneuert | 18. Jahrhundert                | 404134 DDB |
| Ruine der Wallfahrtskirche Mariazell | Ruine der Wallfahrtskirche Mariazell | In der Marienzell (Außerhalb der Ortslage) LageFlur: 3, Flurstück: 4    | Der Standort der Ruine ist im Wald nordwestlich der Ortslage von Bodenrod, nahe einem Bachlauf. Anhand der örtlichen Situation ist von einem einschiffigen Bauwerk mit seitlichem Turm auszugehen.                                                     | 15. Jahrhundert                | 4805 DDB   |
| weitere Bilder                       | Ehemaliges Forsthaus                 | Usinger Straße 9 (ehem. Münsterer Straße 9) LageFlur: 1, Flurstück: 7/1 | Südlich des Ortskerns gelegen; vermutlich Ende der 1. Hälfte des 19. Jahrhunderts errichtet. Eingeschossiges, traufständiges Gebäude, das vollständig mit Holzschindeln verkleidet ist.                                                                | 1. Hälfte des 19. Jahrhunderts | 404135 DDB |

## Butzbach
| Bild | Bezeichnung | Lage | Beschreibung | Bauzeit | Objekt-Nr. |
| --- | --- | --- | --- | --- | ---------- |
| weitere Bilder                                                                                                  | Katholische Pfarrkirche St. Gottfried mit Pfarrhaus                                                             | Am Bollwerk 14 LageFlur: 8, Flurstück: 91/1 und 93/1 | Im Stil einer romanischen Basilika aus Gelbsandstein mit Obergadenfenstern und flachem Satteldach, an der Südseite zwei quadratische Anbauten mit Südgiebel, an der Nordwestecke schlanker Kirchturm auf quadratischem Grundriss | 1952/1953 (Kirche) / 1954/1955 (Pfarrhaus)                                                                                   | 4537 DDB   |
| Amtsgasse 13, von Nordwesten gesehen                                                                            | Fachwerkwohngebäude mit Stadtmauer                                                                              | Amtsgasse 13 LageFlur: 1, Flurstück: 627/1 | | 14./15. Jahrhundert (Stadtmauer) / 18. Jahrhundert (Fachwerkwohngebäude)                                                     | 4539 DDB   |
| Bild gesucht BW                                                                                                 | Gärtnerwohnhaus                                                                                                 | Am Zipfen 10 LageFlur: 8, Flurstück: 684/7 | | | 963605 DDB |
| Waldhaus Werdenfels                                                                                             | Waldhaus Werdenfels                                                                                             | Am Zipfen 14 LageFlur: 8, Flurstück: 684/5 | | | 404786 DDB |
| Großherzogliche Realschule                                                                                      | Großherzogliche Realschule                                                                                      | August-Storch-Straße 5 LageFlur: 1, Flurstück: 62/4 | | 1901 | 4541 DDB   |
| Schule | Schule | August-Storch-Straße 7 LageFlur: 1, Flurstück: 62/3 | | 1898 | 4543 DDB   |
| Stadtschule | Stadtschule | August-Storch-Straße 9 LageFlur: 1, Flurstück: 62/4 | | 1923 | 4545 DDB   |
| Forsthaus Butzbach                                                                                              | Forsthaus Butzbach                                                                                              | Außenliegend Forsthaus LageFlur: 14, Flurstück: 5/1 | | 1. Jahrzehnt 20. Jahrhundert                                                                                                 | 4790 DDB   |
| | | Bahnhofsplatz 2 (ehem. Bahnhofstraße 2) LageFlur: 1, Flurstück: 747/8 | | um 1900 | 404136 DDB |
| | | Breiter Stein 1 LageFlur: 1, Flurstück: 530/3 | | 17. Jahrhundert | 4549 DDB   |
| | | Breiter Stein 8 LageFlur: 1, Flurstück: 535/4 | | 17. oder 18. Jahrhundert | 4551 DDB   |
| Bild gesucht BW                                                                                                 | Eisenbahnbrücke                                                                                                 | Eisenbahn LageFlur: 1, 3, Flurstück: 925/3, 357/1 | | 1850 | 952417 DDB |
| Viadukte der Main-Weser-Bahn                                                                                    | Viadukte der Main-Weser-Bahn                                                                                    | Eisenbahn (Spülgass/St.-Florin-Straße) (Außerhelb der Ortslage) LageFlur: 3, Flurstück: 357/1 | | um 1850 | 4788 DDB   |
| | | Färbgasse 3, Am Ballhaus 1 LageFlur: 1, Flurstück: 501, 510/6 | | 18. Jahrhundert (Torgebäude) / Anfang 19. Jahrhundert (Kern Hauptgebäude) / Ende 1880er Jahre (Stuckdekoration Hauptgebäude) | 4553 DDB   |
| | | Färbgasse 5 LageFlur: 1, Flurstück: 500/5 | | 1724/1725 (Kern) / 3. Drittel 18. Jahrhundert (Stuckdekoration)                                                              | 4555 DDB   |
| | | Färbgasse 13 LageFlur: 1, Flurstück: 498/7 | | 1894 | 4557 DDB   |
| Ehem. Gefängnis                                                                                                 | Ehem. Gefängnis                                                                                                 | Färbgasse 15 LageFlur: 1, Flurstück: 496/5 | | kurz nach Mitte 19. Jahrhundert                                                                                              | 4559 DDB   |
| Ehem. Rentamt der Grafen von Solms-Braunfels, heute Museum der Stadt Butzbach                                   | Ehem. Rentamt der Grafen von Solms-Braunfels, heute Museum der Stadt Butzbach                                   | Färbgasse 16 LageFlur: 1, Flurstück: 586/1 | | um 1475 (Kern) / 1751 (Fachwerkobergeschoss)                                                                                 | 4561 DDB   |
| Stadtkern | Stadtkern | Gesamtanlage Lage | | | 4530 DDB   |
| Große Wendelstraße/Wallgasse                                                                                    | Große Wendelstraße/Wallgasse                                                                                    | Gesamtanlage Lage | | | 4531 DDB   |
| Sachgesamtheit Gefängnis                                                                                        | Sachgesamtheit Gefängnis                                                                                        | Gesamtanlage LageFlur: 7, Flurstück: 584/1 | siehe Kleeberger Straße 21/23 | | 4643       |
| die ehemalige Kranbauhalle des damals größten Butzbacher Arbeitgebers Pintsch-Bamag                             | BAMAG-Oberwerk                                                                                                  | Gesamtanlage Lage | | | 4533 DDB   |
| Christlicher Friedhof und Gedenkstätte für die Gefallenen des Ersten Weltkrieges aus Butzbach                   | Christlicher Friedhof und Gedenkstätte für die Gefallenen des Ersten Weltkrieges aus Butzbach                   | Griedeler Straße o. Nr., Küchengartenweg LageFlur: 1, Flurstück: 85/7, 86/1 | | Beginn 17. Jahrhundert (Anlage)                                                                                              | 4599 DDB   |
| Bild gesucht BW                                                                                                 | Jüdischer Friedhof                                                                                              | Griedeler Straße o. Nr. LageFlur: 1, Flurstück: 86/1 | | | 963505 DDB |
| | | Griedeler Straße 1 LageFlur: 1, Flurstück: 526 | | | 4565 DDB   |
| Griedeler Straße 2 / Korngasse 1, von Südwesten gesehen                                                         | | Griedeler Straße 2 / Korngasse 1 LageFlur: 1, Flurstück: 169, 170 | | vermutlich noch 15. Jahrhundert                                                                                              | 4567 DDB   |
| Griedeler Straße 6, von Südosten gesehen                                                                        | | Griedeler Straße 6 LageFlur: 1, Flurstück: 167 | | wohl 15. Jahrhundert (Kern) / Mitte 19. Jahrhundert (Entfernung Erker, Verkleidung)                                          | 4569 DDB   |
| Griedeler Straße 8, von Südwesten gesehen                                                                       | | Griedeler Straße 8 LageFlur: 1, Flurstück: 166 | | um 1700 | 4571 DDB   |
| Griedeler Straße 10, von Südosten gesehen                                                                       | | Griedeler Straße 10 LageFlur: 1, Flurstück: 165 | | 2. Hälfte 18. Jahrhundert | 4573 DDB   |
| Griedeler Straße 11, von Nordwesten gesehen                                                                     | | Griedeler Straße 11 LageFlur: 1, Flurstück: 568 | | um 1500 | 4575 DDB   |
| Griedeler Straße 12, von Süden gesehen                                                                          | | Griedeler Straße 12 LageFlur: 1, Flurstück: 164 | | vermutlich 2. Hälfte 17. Jahrhundert (Kern) / Anfang 20. Jahrhundert (Erker)                                                 | 4577 DDB   |
| | | Griedeler Straße 14/16 LageFlur: 1, Flurstück: 162, 163 | | vermutlich noch 17. Jahrhundert                                                                                              | 4579 DDB   |
| Griedeler Straße 15, von Nordosten gesehen                                                                      | | Griedeler Straße 15 LageFlur: 1, Flurstück: 566/2 | | 1421/1422 | 4581 DDB   |
| Ehem. Michaeliskapelle                                                                                          | Ehem. Michaeliskapelle                                                                                          | Griedeler Straße 18 LageFlur: 1, Flurstück: 121 | | 1433 | 4583 DDB   |
| Mehlwiegehäuschen                                                                                               | Mehlwiegehäuschen                                                                                               | Griedeler Straße 20 LageFlur: 1, Flurstück: 120 | | wohl 1759 | 4585 DDB   |
| | | Griedeler Straße 21 LageFlur: 1, Flurstück: 563 | | 1623 | 4587 DDB   |
| Griedeler Straße 22, von Südwesten gesehen                                                                      | | Griedeler Straße 22 LageFlur: 1, Flurstück: 119 | | | 4589 DDB   |
| | | Griedeler Straße 23 LageFlur: 1, Flurstück: 571/3 | | | 4591 DDB   |
| Griedeler Straße 22, 24 und 26, von Südosten gesehen                                                            | | Griedeler Straße 24 LageFlur: 1, Flurstück: 117, 118 | | um 1700 | 4593 DDB   |
| Griedeler Straße 22, 24 und 26, von Südosten gesehen                                                            | | Griedeler Straße 26 LageFlur: 1, Flurstück: 116 | | 18. Jahrhundert | 4595 DDB   |
| weitere Bilder                                                                                                  | Ehem. Katholische Pfarrkirche St. Joseph, heute Friedhofskapelle, mit ehem. Pfarrhaus                           | Griedeler Straße 52/54 LageFlur: 1, Flurstück: 92/5, 92/6 | gotisierende Saalbau aus rotem Ziegelmauerwerk mit kurzen Querarmen und Dachreiter, eingezogener Chor auf rechteckigem Grundriss                                                                                                 | 1879/1880 | 4601 DDB   |
| Bahnhof der Strecke Butzbach-Lich                                                                               | Bahnhof der Strecke Butzbach-Lich                                                                               | Griedeler Straße 64 LageFlur: 3, Flurstück: 160/15 | | wohl 1904 | 4603 DDB   |
| Bruchsteinmauer                                                                                                 | Bruchsteinmauer                                                                                                 | Große Wendelstraße o. Nr., An der Prinzenmauer LageFlur: 1, Flurstück: 1114/5, 1114/6, 1148/6, 1155 | | | 4607 DDB   |
| Guldengasse 1–3, von Südwesten gesehen                                                                          | | Guldengasse 1 LageFlur: 1, Flurstück: 304/2 | | | 4609 DDB   |
| Guldengasse 1–3, von Südwesten gesehen                                                                          | | Guldengasse 3 LageFlur: 1, Flurstück: 305 | | | 4610 DDB   |
| | | Gutenbergstraße 2 LageFlur: 8, Flurstück: 147/4 | | | 4612 DDB   |
| Bild gesucht BW                                                                                                 | Eisenbahnbrücke                                                                                                 | Hausener Weg (Nieder-Weisel) LageFlur: 12, Flurstück: 58 | | 1850 | 952418 DDB |
| | | Hirschgasse 14 LageFlur: 1, Flurstück: 292 | | | 4616 DDB   |
| | | Hirschgasse 22/Mauerstraße 17 LageFlur: 1, Flurstück: 289, 322 | | | 4618 DDB   |
| Jahndenkmal | Jahndenkmal | Jahnstraße o. Nr. LageFlur: 8, Flurstück: 800/3 | | | 4620 DDB   |
| | | Kasernenstraße 4 LageFlur: 1, Flurstück: 549/1 | | | 4622 DDB   |
| | | Kasernenstraße 6 LageFlur: 1, Flurstück: 550/1 | | | 4623 DDB   |
| | | Kasernenstraße 9 LageFlur: 1, Flurstück: 504/2 | | | 4625 DDB   |
| | | Kirchplatz 2 LageFlur: 1, Flurstück: 160/1 | | | 4627 DDB   |
| | | Kirchplatz 4 LageFlur: 1, Flurstück: 159/1 | | | 4629 DDB   |
| | | Kirchplatz 5 LageFlur: 1, Flurstück: 158/1 | | | 4631 DDB   |
| Ehem. Lateinschule                                                                                              | Ehem. Lateinschule                                                                                              | Kirchplatz 8 LageFlur: 1, Flurstück: 155/7 | | | 4633 DDB   |
| | | Kirchplatz 11 LageFlur: 1, Flurstück: 131 | | | 4635 DDB   |
| „Kugelherrenhaus“                                                                                               | „Kugelherrenhaus“                                                                                               | Kirchplatz 12 LageFlur: 1, Flurstück: 127 | | | 4637 DDB   |
| Pfarrhaus von 1853/54                                                                                           | Pfarrhaus von 1853/54                                                                                           | Kirchplatz 13 LageFlur: 1, Flurstück: 125 | | | 4639 DDB   |
| weitere Bilder                                                                                                  | Markuskirche, ev. Pfarrkirche                                                                                   | Kirchplatz 14/15, Kirchplatz LageFlur: 1, Flurstück: 122/1, 123, 124 | spätgotische dreischiffige Hallenkirche | 14. Jahrhundert bis um 1520                                                                                                  | 4641 DDB   |
| Sachgesamtheit Justizvollzugsanstalt Butzbach mit Beamtensiedlung                                               | Sachgesamtheit Justizvollzugsanstalt Butzbach mit Beamtensiedlung                                               | Kleeberger Straße 21/23 LageFlur: 1, Flurstück: 584/1 | | | 4643 DDB   |
| | | Korngasse 3 LageFlur: 1, Flurstück: 171 | | | 4645 DDB   |
| Gasthaus 'Zur Eule'                                                                                             | Gasthaus 'Zur Eule'                                                                                             | Korngasse 7 LageFlur: 1, Flurstück: 175/6 | | | 4649 DDB   |
| | | Korngasse 8 LageFlur: 1, Flurstück: 208/3 | | | 4647 DDB   |
| | | Korngasse 10 LageFlur: 1, Flurstück: 209/1 | | | 4651 DDB   |
| | | Korngasse 12 LageFlur: 1, Flurstück: 210/1 | | | 4653 DDB   |
| | | Krachbaumgasse 23 LageFlur: 1, Flurstück: 211/1 | | | 4655 DDB   |
| | | Langgasse 12 LageFlur: 1, Flurstück: 523/2 | | | 4657 DDB   |
| | | Langgasse 13 LageFlur: 1, Flurstück: 477/3 | | | 4659 DDB   |
| | | Langgasse 18/20 LageFlur: 1, Flurstück: 525/2 | | | 4661 DDB   |
| weitere Bilder                                                                                                  | Villa des Schuhfabrikanten Rumpf mit Fabrikationsgebäuden                                                       | Ludwigstraße 3 LageFlur: 1, Flurstück: 400/12 | | | 4663 DDB   |
| Marktbrunnen | Marktbrunnen | Marktplatz o. Nr. LageFlur: 1, Flurstück: 995/3 | | 1575 | 4690 DDB   |
| Rathaus und ehem. Synagoge                                                                                      | Rathaus und ehem. Synagoge                                                                                      | Marktplatz 1 LageFlur: 1, Flurstück: 206/9 | | 1559/1560 | 4665 DDB   |
| | | Marktplatz 2 LageFlur: 1, Flurstück: 206/9 | | 17. Jahrhundert | 4668 DDB   |
| Ehem. Gasthaus 'Zum Goldenen Löwen'                                                                             | Ehem. Gasthaus 'Zum Goldenen Löwen'                                                                             | Marktplatz 3 LageFlur: 1, Flurstück: 204/1 | | 1709/1710 | 4670 DDB   |
| | | Marktplatz 4 LageFlur: 1, Flurstück: 282/2 | | 2. Hälfte 18. Jahrhundert | 4672 DDB   |
| | | Marktplatz 5/6 LageFlur: 1, Flurstück: 283/1, 284 | | wohl mindestens 17. Jahrhundert                                                                                              | 4674 DDB   |
| Ehem. Gasthaus 'Zum Goldenen Ritter' und ehem. Thurn- und Taxis’sche Poststation                                | Ehem. Gasthaus 'Zum Goldenen Ritter' und ehem. Thurn- und Taxis’sche Poststation                                | Marktplatz 7 LageFlur: 1, Flurstück: 285/3 | | 1636 (Kern) / 1742 (Zusammenfassung, Aufstockung)                                                                            | 4676 DDB   |
| | | Marktplatz 9 LageFlur: 1, Flurstück: 300 | | 17. Jahrhundert | 4678 DDB   |
| | | Marktplatz 11 LageFlur: 1, Flurstück: 301/3 | | 17. Jahrhundert | 4680 DDB   |
| | | Marktplatz 13 LageFlur: 1, Flurstück: 304/4 | | 18. Jahrhundert (Teil zum Marktplatz) / 19. Jahrhundert (Teil zur Guldengasse)                                               | 4682 DDB   |
| | | Marktplatz 16 LageFlur: 1, Flurstück: 462 | | 17. Jahrhundert | 4684 DDB   |
| Marktplatz 18, von Norden gesehen                                                                               | | Marktplatz 18 LageFlur: 1, Flurstück: 465/1 | | 1379 | 4686 DDB   |
| | | Marktplatz 23 LageFlur: 1, Flurstück: 511/13 | | 17. Jahrhundert | 4688 DDB   |
| Stadtbefestigung                                                                                                | Stadtbefestigung                                                                                                | Mauerstraße, Neugasse 3/5/7/9/13, Mauerstraße 12/14/16/17/18, Krachbaumgasse, Kirchplatz, Hirschgasse 7 LageFlur: 1, Flurstück: 126/1, 128, 130, 132, 138, 139, 215/1, 215/2, 245, 246, 248, 249/1, 250, 370/1–4, 370/6–9 | | | 4535 DDB   |
| | | Neugasse 4, Am Mathildenbrunnen 1a LageFlur: 1, Flurstück: 260, 261 | | | 4692 DDB   |
| | | Neugasse 6/8 LageFlur: 1, Flurstück: 258, 259 | | | 4694 DDB   |
| | | Neugasse 7 LageFlur: 1, Flurstück: 249/1 | | | 4696 DDB   |
| | | Neugasse 9 LageFlur: 1, Flurstück: 248 | | | 4698 DDB   |
| | | Neugasse 11/13 LageFlur: 1, Flurstück: 246, 247 | | | 4700 DDB   |
| „Feuerbacher Hof“                                                                                               | „Feuerbacher Hof“                                                                                               | Roßbrunnenstraße 1 LageFlur: 1, Flurstück: 337 | | | 4702 DDB   |
| | | Roßbrunnenstraße 2 LageFlur: 1, Flurstück: 357/1 | | | 4704 DDB   |
| | | Roßbrunnenstraße 5 LageFlur: 1, Flurstück: 340 | | | 4706 DDB   |
| | | Roßbrunnenstraße 6 LageFlur: 1, Flurstück: 354/5 | | | 4708 DDB   |
| | | Roßbrunnenstraße 10 LageFlur: 1, Flurstück: 352 | | | 4710 DDB   |
| | | Roßbrunnenstraße 11/13 LageFlur: 1, Flurstück: 343/1 | Teil der Gesamtanlage Stadtkern | | 945395     |
| | | Roßbrunnenstraße 14 LageFlur: 1, Flurstück: 350/1 | | | 4714 DDB   |
| | | Roßbrunnenstraße 15/17 LageFlur: 1, Flurstück: 345/1, 346/8 | | | 4716 DDB   |
| Städtischer Kindergarten                                                                                        | Städtischer Kindergarten                                                                                        | Schloßgartenweg 9 LageFlur: 1, Flurstück: 597/9 | | | 4605 DDB   |
| Ehem. Landgräfliches hessisches Schloß, 1824 zur Kaserne umgenutzt (bis 1991), heute Rathaus der Stadt Butzbach | Ehem. Landgräfliches hessisches Schloß, 1824 zur Kaserne umgenutzt (bis 1991), heute Rathaus der Stadt Butzbach | Schloßstraße o. Nr., Schloßplatz 1/2/3, Am Planetenbrunnen 1/3/5 LageFlur: 1, Flurstück: 1214, 1215/5–7, 1216/5, 1217, 1218, 1219/3                                                                                       | | | 4720 DDB   |
| | | Schloßstraße 1 LageFlur: 1, Flurstück: 562 | | | 4718 DDB   |
| Ehem. Solms’sches Schloss                                                                                       | Ehem. Solms’sches Schloss                                                                                       | Schloßstraße 25 LageFlur: 1, Flurstück: 588/2 | | 1481 (Kern) / 1588 (Ausbau, Anbau Treppenhaus) / 18. und 19. Jahrhundert (Umbauten)                                          | 4563 DDB   |
| Bild gesucht BW                                                                                                 | Werkhalle der ehem. Landmaschinenfabrik Tröster                                                                 | Taunusstraße 6b LageFlur: 8, Flurstück: 251/5 | | | 78787 DDB  |
| Villa | Villa | Taunusstraße 8 LageFlur: 8, Flurstück: 172/1 | | 1903 | 4722 DDB   |
| | | Taunusstraße 17 LageFlur: 8, Flurstück: 169 | | | 4724 DDB   |
| Teichgasse 1, von Nordosten gesehen                                                                             | | Teichgasse 1 LageFlur: 1, Flurstück: 578/3 | | | 4726 DDB   |
| Teichgasse 2, von Nordwesten gesehen                                                                            | Ehem. Armenhaus der Stadt                                                                                       | Teichgasse 2 LageFlur: 1, Flurstück: 579 | | | 4728 DDB   |
| | | Weiseler Straße 2/4/6 LageFlur: 1, Flurstück: 457, 458, 459 | | | 4730 DDB   |
| Ehem. Landgräfliches Rentamt                                                                                    | Ehem. Landgräfliches Rentamt                                                                                    | Weiseler Straße 5 LageFlur: 1, Flurstück: 360/3 | | | 4732 DDB   |
| | | Weiseler Straße 7 LageFlur: 1, Flurstück: 361/2 | | | 4734 DDB   |
| | | Weiseler Straße 9 LageFlur: 1, Flurstück: 362/7 | | | 4736 DDB   |
| Gasthaus 'Zum Stern'                                                                                            | Gasthaus 'Zum Stern'                                                                                            | Weiseler Straße 36 LageFlur: 1, Flurstück: 421/5 | | | 4738 DDB   |
| Ehem. Post | Ehem. Post | Weiseler Straße 44 LageFlur: 1, Flurstück: 640/4 | | | 4740 DDB   |
| weitere Bilder                                                                                                  | Ehem. Hospitalkapelle St. Wendelin                                                                              | Weiseler Straße 45 LageFlur: 1, Flurstück: 749/2 | Älteste Fachwerkkirche in Hessen, Ständerbauweise mit dreiseitigem Chorabschluss von etwa 1440 und Westteil von 1508, Dachreiter mit Spitzhelm, Schnitzaltar aus dem Anfang des 16. Jahrhunderts                                 | Um 1440/1508 | 4742 DDB   |
| Ehem. 'Frankfurter Hof'                                                                                         | Ehem. 'Frankfurter Hof'                                                                                         | Weiseler Straße 46 LageFlur: 1, Flurstück: 641/1 | | | 4744 DDB   |
| | | Weiseler Straße 47 LageFlur: 1, Flurstück: 751/6 | | | 4746 DDB   |
| | | Wetzlarer Straße 1 LageFlur: 1, Flurstück: 203/9 | | | 4750 DDB   |
| | | Wetzlarer Straße 2 LageFlur: 1, Flurstück: 281 | | | 4752 DDB   |
| | | Wetzlarer Straße 3 LageFlur: 1, Flurstück: 202/3 | | | 4754 DDB   |
| | | Wetzlarer Straße 4, Wetzlarer Straße LageFlur: 1, Flurstück: 280, 977/8 | | | 4756 DDB   |
| | | Wetzlarer Straße 6 LageFlur: 1, Flurstück: 278 | | | 4758 DDB   |
| | | Wetzlarer Straße 9 LageFlur: 1, Flurstück: 198 | | | 4760 DDB   |
| | | Wetzlarer Straße 10 LageFlur: 1, Flurstück: 276 | | | 4762 DDB   |
| Wetzlarer Straße 11, von Südosten gesehen                                                                       | | Wetzlarer Straße 11 LageFlur: 1, Flurstück: 196/7 | | | 4764 DDB   |
| Wetzlarer Straße 13, von Südwesten gesehen                                                                      | | Wetzlarer Straße 13 LageFlur: 1, Flurstück: 196/7 | | | 4766 DDB   |
| Wetzlarer Straße 15, von Südwesten gesehen                                                                      | | Wetzlarer Straße 15 LageFlur: 1, Flurstück: 196/7 | | | 4768 DDB   |
| Wetzlarer Straße 17, von Südwesten gesehen                                                                      | | Wetzlarer Straße 17 LageFlur: 1, Flurstück: 194/3 | | | 4770 DDB   |
| Wetzlarer Straße 18, von Nordosten gesehen                                                                      | | Wetzlarer Straße 18 LageFlur: 1, Flurstück: 266 | | | 4772 DDB   |
| Wetzlarer Straße 19, von Südwesten gesehen                                                                      | | Wetzlarer Straße 19 LageFlur: 1, Flurstück: 193/6 | | | 4774 DDB   |
| Wetzlarer Straße 20, von Norden gesehen                                                                         | | Wetzlarer Straße 20 LageFlur: 1, Flurstück: 265/4 | | | 4776 DDB   |
| Wetzlarer Straße 21, von Südosten gesehen                                                                       | | Wetzlarer Straße 21 LageFlur: 1, Flurstück: 192 | | | 4778 DDB   |
| | | Wetzlarer Straße 22 LageFlur: 1, Flurstück: 252/1 | | | 4780 DDB   |
| | | Wetzlarer Straße 23 LageFlur: 1, Flurstück: 191/2 | | | 4782 DDB   |
| | | Wilhelm-Leuschner-Straße 8 LageFlur: 1, Flurstück: 600/3 | | | 4786 DDB   |
| Verwaltungsbau und Werkhalle der Berlin-Anhaltischen Maschinenbau AG (BAMAG)                                    | Verwaltungsbau und Werkhalle der Berlin-Anhaltischen Maschinenbau AG (BAMAG)                                    | Zum Oberwerk 12/14/16/18 (ehem. Wetzlarer Straße 113) LageFlur: 5, Flurstück: 74/21, 74/22 | | | 404388 DDB |

## Ebersgöns
| Bild                       | Bezeichnung                | Lage                                                                         | Beschreibung                                                                                      | Bauzeit                | Objekt-Nr. |
| -------------------------- | -------------------------- | ---------------------------------------------------------------------------- | ------------------------------------------------------------------------------------------------- | ---------------------- | ---------- |
| Wasserwerk von 1907        | Wasserwerk von 1907        | Am Reußenweg (Außerhalb der Ortslage) LageFlur: 8, Flurstück: 130            |                                                                                                   |                        | 4832 DDB   |
| weitere Bilder             | Ev. Pfarrkirche            | Borngartenstraße 1, Wächterspfad LageFlur: 2, Flurstück: 26/1, 27            | Romanische Saalkirche mit Dachreiter und dreiseitigem östlichem Choranbau aus verputztem Fachwerk | 13. Jahrhundert / 1772 | 4812 DDB   |
| Ebersgöns                  | Ebersgöns                  | Gesamtanlage Lage                                                            |                                                                                                   |                        | 4808 DDB   |
|                            |                            | Reußenweg 5 (ehem. Taunusstraße 5) LageFlur: 2, Flurstück: 10                |                                                                                                   |                        | 404147 DDB |
| Ehem. Leiterhaus           | Ehem. Leiterhaus           | Zum weißen Stein o. Nr. (ehem. Hauptstraße) LageFlur: 3, Flurstück: 11       |                                                                                                   |                        | 404387 DDB |
|                            |                            | Zum weißen Stein 24 (ehem. Hauptstraße 24) LageFlur: 2, Flurstück: 31        |                                                                                                   |                        | 404379 DDB |
| Ehem. Schule               | Ehem. Schule               | Zum weißen Stein 27 (ehem. Hauptstraße 27) LageFlur: 2, Flurstück: 13        |                                                                                                   |                        | 404380 DDB |
| Backhaus und ehem. Rathaus | Backhaus und ehem. Rathaus | Zum weißen Stein 29 (ehem. Hauptstraße 29) LageFlur: 2, Flurstück: 57        |                                                                                                   |                        | 404381 DDB |
|                            |                            | Zum weißen Stein 31 (ehem. Hauptstraße 31) LageFlur: 2, Flurstück: 56        |                                                                                                   |                        | 404382 DDB |
|                            |                            | Zum weißen Stein 38 (ehem. Hauptstraße 38) LageFlur: 2, Flurstück: 45        |                                                                                                   |                        | 404383 DDB |
|                            |                            | Zum weißen Stein 39 (ehem. Hauptstraße 39) LageFlur: 2, Flurstück: 52        |                                                                                                   |                        | 404384 DDB |
|                            |                            | Zum weißen Stein 42 (ehem. Hauptstraße 42) LageFlur: 2, Flurstück: 46        |                                                                                                   |                        | 404385 DDB |
|                            |                            | Zum weißen Stein 44/42 (ehem. Hauptstraße 44) LageFlur: 2, Flurstück: 46, 47 |                                                                                                   |                        | 404386 DDB |

## Fauerbach vor der Höhe
| Bild                   | Bezeichnung            | Lage                                                                            | Beschreibung                                                                       | Bauzeit   | Objekt-Nr. |
| ---------------------- | ---------------------- | ------------------------------------------------------------------------------- | ---------------------------------------------------------------------------------- | --------- | ---------- |
| weitere Bilder         |                        | Am Fauerbach 4 (ehem. Hauptstraße 4) LageFlur: 1, Flurstück: 158/1              |                                                                                    |           | 404149 DDB |
| weitere Bilder         |                        | Am Fauerbach 20 (ehem. Hauptstraße 20) LageFlur: 1, Flurstück: 366/2            |                                                                                    |           | 404150 DDB |
| weitere Bilder         | Hoftor                 | Am Fauerbach 34 (ehem. Hauptstraße 34) LageFlur: 1, Flurstück: 350/1            |                                                                                    |           | 404151 DDB |
| weitere Bilder         | Hoftor                 | Bottengasse 6 LageFlur: 1, Flurstück: 417                                       |                                                                                    |           | 4838 DDB   |
| weitere Bilder         |                        | Bottengasse 7 LageFlur: 1, Flurstück: 421/1                                     |                                                                                    |           | 4840 DDB   |
| Bild gesucht BW        | Hofanlage              | Bottengasse 21 LageFlur: 1, Flurstück: 393/1                                    |                                                                                    |           | 4842 DDB   |
| Fauerbach vor der Höhe | Fauerbach vor der Höhe | Gesamtanlage Lage                                                               |                                                                                    |           | 4836 DDB   |
| weitere Bilder         |                        | Große Hintergasse 3 LageFlur: 1, Flurstück: 203/1                               |                                                                                    |           | 4846 DDB   |
| weitere Bilder         | Hoftor                 | Kleine Hintergasse 1 LageFlur: 1, Flurstück: 185/1                              |                                                                                    |           | 4854 DDB   |
| weitere Bilder         | Ev. Kirche             | Langenhainer Straße 4, Langenhainer Straße LageFlur: 1, Flurstück: 145/2, 146/1 | barocke Saalkirche mit achtseitigem Haubendachreiter und dreiseitigem Ostabschluss | 1740/1741 | 4856 DDB   |
| weitere Bilder         | Schulgebäude           | Langenhainer Straße 5/7 LageFlur: 1, Flurstück: 138/4, 138/6                    |                                                                                    |           | 4858 DDB   |
| weitere Bilder         |                        | Vordergasse 4 LageFlur: 1, Flurstück: 177/1                                     |                                                                                    |           | 4862 DDB   |

## Griedel
| Bild                                                      | Bezeichnung                                               | Lage | Beschreibung | Bauzeit      | Objekt-Nr. |
| --------------------------------------------------------- | --------------------------------------------------------- | --- | --- | ------------ | ---------- |
|                                                           |                                                           | Alte Hauptstraße 13 (ehem. Hauptstraße 13) LageFlur: 1, Flurstück: 218                                            | |              | 404159 DDB |
|                                                           |                                                           | Alte Hauptstraße 21/25 (ehem. Hauptstraße 21/25) LageFlur: 1, Flurstück: 182, 183/1                               | |              | 404160 DDB |
|                                                           |                                                           | Alte Hauptstraße 23 (ehem. Hauptstraße 23) LageFlur: 1, Flurstück: 184                                            | |              | 404161 DDB |
|                                                           |                                                           | Angerberg 8 LageFlur: 1, Flurstück: 208                                                                           | |              | 4869 DDB   |
| Bild gesucht BW                                           | Rain-Mühle                                                | Außenliegend 7/8, Mühlgraben (n.fl.Gew.III) LageFlur: 10, Flurstück: 73, 74, 75/1, 76                             | |              | 963506 DDB |
| weitere Bilder                                            | Jüdisches Ritualbad                                       | Brudergasse 15 LageFlur: 1, Flurstück: 204/1                                                                      | |              | 4885 DDB   |
| Griedel                                                   | Griedel                                                   | Gesamtanlage Lage                                                                                                 | |              | 4867 DDB   |
|                                                           |                                                           | Kleine Kirchgasse 1 (ehem. Kirchgasse 1) LageFlur: 1, Flurstück: 326                                              | |              | 404162 DDB |
|                                                           |                                                           | Kleine Kirchgasse 4 (ehem. Kirchgasse 4) LageFlur: 1, Flurstück: 320                                              | |              | 404163 DDB |
| weitere Bilder                                            | Evangelische Pfarrkirche                                  | Kleine Kirchgasse 13 (ehem. Kirchgasse 13) LageFlur: 1, Flurstück: 339                                            | Runder gotischer Chorturm, der ehemalige Bergfried der Burg Griedel aus dem 14. Jahrhundert, und zweischiffige Kirche, die 1909–1911 nach Plänen von Heinrich Walbe errichtet wurde | 14. Jh./1911 | 404164 DDB |
| Sachgesamtheit Kunstmühle Louis Christ, ehemals Riedmühle | Sachgesamtheit Kunstmühle Louis Christ, ehemals Riedmühle | Münzenberger Weg 10, Mühlgraben (n.fl.Gew.III), Wetter (n.fl.Gew.II) LageFlur: 1, Flurstück: 587/2, 714, 715, 716 | |              | 4901 DDB   |
| Bild gesucht BW                                           | Friedhofsmauer und Denkmal                                | Rockenberger Straße o. Nr., Auf der Hühnerweide LageFlur: 1, Flurstück: 620/1, 879/1, 897, 898                    | |              | 963507 DDB |
|                                                           |                                                           | Rockenberger Straße 2 LageFlur: 1, Flurstück: 324/2                                                               | |              | 4903 DDB   |
| Ehemalige Schule                                          | Ehemalige Schule                                          | Rockenberger Straße 12 LageFlur: 1, Flurstück: 337/1                                                              | |              | 4905 DDB   |
| Jüdischer Friedhof                                        | Jüdischer Friedhof                                        | Über dem Riedhorn (Außerhalb der Ortslage) LageFlur: 3, Flurstück: 72                                             | |              | 4909 DDB   |
|                                                           |                                                           | Wächtersgang 1 LageFlur: 1, Flurstück: 164/1                                                                      | |              | 4907 DDB   |
| Wetter-Brücke                                             | Wetter-Brücke                                             | Wetter (n.fl.Gew.II) (Münzenberger Weg) LageFlur: 1, Flurstück: 711/1                                             | |              | 4899 DDB   |
| Ehemalige Schule                                          | Ehemalige Schule                                          | Wetterstraße 6 (ehem. Bahnhofstraße 6) LageFlur: 1, Flurstück: 231/3                                              | |              | 404152 DDB |
|                                                           |                                                           | Wetterstraße 12 (ehem. Bahnhofstraße 12) LageFlur: 1, Flurstück: 246/1                                            | |              | 404153 DDB |
|                                                           |                                                           | Wetterstraße 14 (ehem. Bahnhofstraße 14) LageFlur: 1, Flurstück: 247                                              | |              | 404154 DDB |
| Gartenhaus                                                | Gartenhaus                                                | Wetterstraße 20 (ehem. Bahnhofstraße 20) LageFlur: 1, Flurstück: 37/1                                             | |              | 404155 DDB |
| Ehemaliger Amtshof                                        | Ehemaliger Amtshof                                        | Wetterstraße 29 (ehem. Bahnhofstraße 29) LageFlur: 1, Flurstück: 286/5                                            | |              | 404156 DDB |
| Hofgut mit Zuckerfabrik                                   | Hofgut mit Zuckerfabrik                                   | Griedel, Wetterstraße 31 (ehem. Bahnhofstraße 31) LageFlur: 1, Flurstück: 285/4                                   | Fabrik abgerissen 2012 |              | 404157 DDB |
| Ehemaliger Bahnhof                                        | Ehemaliger Bahnhof                                        | Wetterstraße 43 (ehem. Bahnhofstraße 43) LageFlur: 1, Flurstück: 967                                              | |              | 404158 DDB |

## Hausen-Oes
| Bild                                  | Bezeichnung                           | Lage                                                                              | Beschreibung | Bauzeit               | Objekt-Nr. |
| ------------------------------------- | ------------------------------------- | --------------------------------------------------------------------------------- | --- | --------------------- | ---------- |
| Gesamtanlage (Hausen-Oes)             | Gesamtanlage                          | Gesamtanlage Lage                                                                 | Hausen und Oes sind hochmittelalterliche Rodungsplätze des östlichen Taunushochlandes. Der ersten schriftlichen Überlieferung Hausens von 1017 folgte die etwas jüngere von Oes aus dem Jahre 1319. In der Gesamtanlage von Hausen sind Gemeinschaftsbauten des 19. Jahrhunderts und einige Höfe des historischen Straßenweilers aus dem 18. Jahrhundert zusammengefasst. |                       | 4913 DDB   |
| Laufbrunnen                           | Laufbrunnen                           | Im alten Dorf o. Nr. (ehem.Hauptstraße) LageFlur: 2, Flurstück: 63                | Der Brunnen seitlich des Backhauses wurde bereits im 19. Jahrhundert angelegt. Das eiserne, längsrechteckige Becken geht auf eine laut Inschrift 1904 erfolgte Stiftung an die Gemeinde Hausen zurück. Stifter war der aus Frankfurt stammende Rudolf Andreae, der in Hausen eine Jagd gepachtet hatte.                                                                   | 19. Jahrhundert       | 404167 DDB |
| Ehemalige Schule mit Bürgermeisteramt | Ehemalige Schule mit Bürgermeisteramt | Im Alten Dorf 7 (ehem. Hauptstraße 7) LageFlur: 2, Flurstück: 58/4                | 1871 fertiggestellt an der Stelle eines im Jahre zuvor abgebrochenen Vorgängerbaus; das neue Gebäude enthielt neben den Unterrichtsräumen eine Wohnung für den Lehrer sowie ein Dienstzimmer für den Bürgermeister. | 1871                  | 404165 DDB |
| weitere Bilder                        | Evangelische Kirche                   | Im Alten Dorf 9a (ehem. Hauptstraße 9a) LageFlur: 2, Flurstück: 58/3              | Über den Grundmauern eines Vorgängerbaus in den Jahren 1859–1860 errichteter kleiner Saal; über der Westfront achtseitiger Dachreiter mit Spitzhelm. Von den Ausstattungsgegenständen ragt eine Kanzel aus der Zeit um 1700 hervor; sie soll aus dem Hause Solms-Lich stammen, das in vergangener Zeit über das Kirchenpatronat verfügte.                                 | 1859/1860             | 404166 DDB |
| Backhaus                              | Backhaus                              | Obergasse o. Nr., Im Alten Dorf (ehem.Hausbergweg) LageFlur: 2, Flurstück: 33, 63 | In die Böschung des Hausbergwegs eingefügtes, eingeschossiges Gebäude mit Satteldach, ganz in Bruchstein errichtet. | Mitte 19. Jahrhundert | 404168 DDB |

## Hoch-Weisel
| Bild            | Bezeichnung                    | Lage                                                                                                  | Beschreibung | Bauzeit           | Objekt-Nr. |
| --------------- | ------------------------------ | --- | --- | ----------------- | ---------- |
| weitere Bilder  | Gedenkstätte                   | Backhausstraße o. Nr. (ehem. Butzbacher Straße o. Nr.) LageFlur: 8, Flurstück: 686/3                  | |                   | 404170 DDB |
| weitere Bilder  |                                | Backhausstraße 9 (ehem. Butzbacher Straße 9) LageFlur: 1, Flurstück: 178/2                            | |                   | 404169 DDB |
| weitere Bilder  |                                | Burggasse 1 LageFlur: 1, Flurstück: 75/1                                                              | |                   | 4926 DDB   |
| weitere Bilder  | Isselbrunnen und Isselteiche   | Forellenteiche, Pommeröder Schloß, Langscheid (Außerhalb der Ortslage) LageFlur: 11, 13, Flurstück: 1 | |                   | 4956 DDB   |
| weitere Bilder  | Hoch-Weisel                    | Gesamtanlage Lage                                                                                     | |                   | 4924 DDB   |
| weitere Bilder  | Backhaus und öffentliche Waage | Hausbergstraße 2, Lindenbergstraße (ehem. Langgasse 2) LageFlur: 1, Flurstück: 1, 2/1                 | Waage abgängig |                   | 404176 DDB |
| weitere Bilder  |                                | Hausbergstraße 4 (ehem. Langgasse 4) LageFlur: 1, Flurstück: 6/1                                      | |                   | 404177 DDB |
| weitere Bilder  |                                | Hausbergstraße 9 (ehem. Langgasse 9) LageFlur: 1, Flurstück: 153                                      | |                   | 404178 DDB |
| weitere Bilder  | Hoftor                         | Hausbergstraße 13 (ehem. Langgasse 13) LageFlur: 1, Flurstück: 150                                    | |                   | 404179 DDB |
| weitere Bilder  |                                | Hausbergstraße 15, Wörnergasse 14 (ehem. Langgasse 15) LageFlur: 1, Flurstück: 149/1                  | |                   | 404180 DDB |
| weitere Bilder  |                                | Im Briel 3 (ehem. Sackgasse 3) LageFlur: 1, Flurstück: 207/1                                          | |                   | 404181 DDB |
| weitere Bilder  | Ev. Pfarrkirche                | Kirchgasse 19 (ehem. Kirchplatz 2/3) LageFlur: 1, Flurstück: 12                                       | Chorturmkirche mit wehrhaftem Ostturm aus der Gotik mit vier Wichhäuschen, Langhaus in Barockzeit erneuert und vergrößert | 13.–15. Jh., 1684 | 404173 DDB |
| weitere Bilder  | Pfarrhaus                      | Kirchgasse 20 (ehem. Kirchplatz 5) LageFlur: 1, Flurstück: 15/2                                       | |                   | 404175 DDB |
| Bild gesucht BW |                                | Kirchgasse 22 (ehem. Kirchplatz 4) LageFlur: 1, Flurstück: 13/1                                       | |                   | 640781     |
| weitere Bilder  | Rathaus                        | Lindenbergstraße 1 (ehem. Kirchplatz 1) LageFlur: 1, Flurstück: 4                                     | |                   | 404172 DDB |
| weitere Bilder  |                                | Lindenbergstraße 22 (ehem. Hauptstraße 22) LageFlur: 1, Flurstück: 213/3                              | |                   | 404171 DDB |
| weitere Bilder  | Jüdischer Friedhof             | Trieb (Außerhalb der Ortslage) LageFlur: 4, Flurstück: 508                                            | |                   | 4954 DDB   |

## Kirch-Göns
| Bild                                | Bezeichnung                         | Lage                                                                                 | Beschreibung | Bauzeit         | Objekt-Nr. |
| ----------------------------------- | ----------------------------------- | ------------------------------------------------------------------------------------ | --- | --------------- | ---------- |
| weitere Bilder                      | Evangelische Kirche                 | Am Kornmarkt 1 (ehem. Kirchgasse 1) LageFlur: 1, Flurstück: 159/3                    | Romanische Saalkirche auf rechteckigem Grundriss, leicht eingezogener Rechteckchor, dreigeschossiger Westturm aus Bruchsteinmauerwerk mit Lungstein-Eckquaderung | 12. Jahrhundert | 404184 DDB |
| Backhaus                            | Backhaus                            | Am Kornmarkt 4 (ehem. Kirchgasse 4) LageFlur: 1, Flurstück: 116                      | |                 | 404185 DDB |
| Bild gesucht BW                     | Kirche der ehem. Ayers-Kaserne      | Am Magna Park (Niederkleener Straße) LageFlur: 3, Flurstück: 1/29                    | |                 | 207998     |
| Streckengebäude der Main-Weser-Bahn | Streckengebäude der Main-Weser-Bahn | Bahnhofstraße 102 LageFlur: 5, Flurstück: 225/9                                      | |                 | 4962 DDB   |
| Kriegerdenkmal                      | Kriegerdenkmal                      | Beim Wellersgarten (bei Pfeifergasse 33) LageFlur: 2, Flurstück: 56                  | |                 | 5000 DDB   |
| Kirch-Göns                          | Kirch-Göns                          | Gesamtanlage Lage                                                                    | |                 | 4960 DDB   |
|                                     |                                     | Hauptstraße 1 LageFlur: 1, Flurstück: 168/1                                          | |                 | 4964 DDB   |
|                                     |                                     | Hauptstraße 5 LageFlur: 1, Flurstück: 166/2                                          | |                 | 4966 DDB   |
|                                     |                                     | Hauptstraße 14 LageFlur: 1, Flurstück: 19/1                                          | |                 | 4968 DDB   |
| Schule                              | Schule                              | Hauptstraße 15 LageFlur: 1, Flurstück: 160/3                                         | |                 | 4970 DDB   |
|                                     |                                     | Hauptstraße 23 LageFlur: 1, Flurstück: 73/1                                          | |                 | 4972 DDB   |
| Pfarrhaus                           | Pfarrhaus                           | Hauptstraße 26 LageFlur: 1, Flurstück: 31/1                                          | |                 | 4974 DDB   |
|                                     |                                     | Hauptstraße 30 LageFlur: 1, Flurstück: 34/2                                          | |                 | 4976 DDB   |
|                                     |                                     | Hauptstraße 34 LageFlur: 1, Flurstück: 38/1                                          | |                 | 4978 DDB   |
|                                     |                                     | Hauptstraße 36 LageFlur: 1, Flurstück: 40/1                                          | |                 | 4980 DDB   |
|                                     |                                     | Hauptstraße 40 LageFlur: 1, Flurstück: 45/1                                          | |                 | 4982 DDB   |
| Ehem. Schulgebäude mit Scheune      | Ehem. Schulgebäude mit Scheune      | Hinter der Kirche 11/9 (ehem. Hintergasse 11/9) LageFlur: 1, Flurstück: 156/1, 157/2 | |                 | 404182 DDB |
|                                     |                                     | Hinter der Kirche 15 (ehem. Hintergasse 15) LageFlur: 1, Flurstück: 146/2            | |                 | 404183 DDB |
|                                     |                                     | Pfeifergasse 6 LageFlur: 1, Flurstück: 77/1                                          | |                 | 4994 DDB   |
|                                     |                                     | Pfeifergasse 14 LageFlur: 1, Flurstück: 89/1                                         | |                 | 4996 DDB   |
|                                     |                                     | Pfeifergasse 16 LageFlur: 1, Flurstück: 90/1                                         | |                 | 4998 DDB   |
| Jüdischer Friedhof                  | Jüdischer Friedhof                  | Stotzkopf (Außerhalb der Ortslage) LageFlur: 4, Flurstück: 36                        | |                 | 5004 DDB   |
|                                     |                                     | Taubgasse 2 LageFlur: 1, Flurstück: 169/2                                            | |                 | 5002 DDB   |

## Maibach
| Bild            | Bezeichnung | Lage                                                                                | Beschreibung                                                                                                 | Bauzeit   | Objekt-Nr. |
| --------------- | ----------- | ----------------------------------------------------------------------------------- | --- | --------- | ---------- |
| weitere Bilder  | Maibach     | Gesamtanlage Lage                                                                   | |           | 5008 DDB   |
| Bild gesucht BW |             | Alt Maibach 15 (ehem. Hauptstraße 15) LageFlur: 1, Flurstück: 39                    | |           | 404187 DDB |
| weitere Bilder  | Backhaus    | Alt Maibach 40 (ehem. Hauptstraße 40) LageFlur: 1, Flurstück: 65                    | |           | 404188 DDB |
| weitere Bilder  | Ev. Kirche  | Am Schwimmbad 1, Schulstraße, Am Schwimmbad LageFlur: 1, Flurstück: 1/3, 2/1, 315/3 | Kleine Saalkirche mit dreiseitigem Chorabschluss im Osten und Haubendachreiter über Schopfwalmdach im Westen | 1764–1766 | 5016 DDB   |
| weitere Bilder  |             | Am Schwimmbad 2 (ehem. Kirchgasse 2) LageFlur: 1, Flurstück: 8/1                    | |           | 404189 DDB |

## Münster
| Bild           | Bezeichnung                            | Lage                                                                            | Beschreibung | Bauzeit                         | Objekt-Nr. |
| -------------- | -------------------------------------- | ------------------------------------------------------------------------------- | --- | ------------------------------- | ---------- |
| weitere Bilder | Gedenkstätte                           | Am Schlosswingert (ehem. Wingertstraße) LageFlur: 1, Flurstück: 215/1           | Am östlichen Ortsrand, gegenüber dem Kirchhof gelegen; für die Gefallenen der beiden Weltkriege aus Münster errichtet. Drei steinerne Blöcke mit Namenstafeln der Gefallenen sind symmetrisch angeordnet. Der mittlere ist überhöht und wird von einer Kugel mit Ehrenkreuz gekrönt. |                                 | 404193 DDB |
| weitere Bilder | Giebelständiges Fachwerkwohnhaus       | Am Turnerplatz 4 (ehem. Sackgasse 4) LageFlur: 1, Flurstück: 36                 | Bemerkenswert einheitliche, winkelförmige Hofanlage am Fuß des Schlossberges von Münster; von der Straße aus ist das zweigeschossige, giebelständige Fachwerkwohngebäude und das seitlich angrenzende überdachte Hoftor sichtbar. |                                 | 404192 DDB |
| weitere Bilder | Evangelische Kirche                    | An der Münsterkirche o. Nr. (ehem. Kirchgasse o. Nr) LageFlur: 1, Flurstück: 14 | Im Jahre 1630 Abbruch der mittelalterlichen Pfarrkirche Münsters, ein Neubau an gleicher Stelle am östlichen Ortsrand wurde unmittelbar anschließend ins Werk gesetzt. An der Planung soll Landgraf Philipp III. von Hessen-Butzbach, der als Bauherr des Schlosses Philippseck bereits 1623 in Münster auftrat, unmittelbar beteiligt gewesen sein. Quergelagerter Chor mit Kreuzgewölbe, gekuppelten Rundbogenfenstern und Haubendachreiter von 1631 und klassizistisches Langhaus mit Rundbogenfenstern | 1631/1830–1832                  | 404190 DDB |
| weitere Bilder | Pfarrhaus                              | An der Münsterkirche 5 (ehem. Kirchgasse 5) LageFlur: 1, Flurstück: 13/5        | Das Pfarrhaus ist ein zweigeschossiger, verputzter Fachwerkbau von 1715; anlässlich einer Wiederherstellung im Jahre 1852 erfolgte ein umfangreicher Umbau. | 1715                            | 404191 DDB |
| weitere Bilder | Zweigeschossiger Fachwerkwohnbau       | Backgasse 7 LageFlur: 1, Flurstück: 89/1                                        | Zweigeschossiger, giebelständiger Fachwerkwohnbau mit Krüppelwalmdach; in der Zeit um 1800 errichtet. | um 1800                         | 5018 DDB   |
| weitere Bilder | Ehemaliges Backhaus                    | Backgasse 9 LageFlur: 1, Flurstück: 90/1                                        | Eingeschossiger Massivbau, der vermutlich aus der 1. Hälfte des 19. Jahrhunderts stammt; der Backofen ist ausgebaut. Das Gebäude wird zum Abstellen genutzt | 1. Hälfte des 19. Jahrhunderts  | 5020 DDB   |
| weitere Bilder | Ehemalige Lochmühle                    | Lochmühlenstraße 48 LageFlur: 4, Flurstück: 1                                   | Nordwestlich des geschlossenen Dorfes gelegen; der Mahlbetrieb ist schon seit längerem eingestellt. Mahlwerke und Mühlrad wurden abgebaut. Die verbliebenen Gebäude bilden einen dreiseitigen Hof. | Mitte 19. Jahrhundert           | 5030 DDB   |
| weitere Bilder | Schule und ehemaliges Bürgermeisteramt | Maibacher Straße 2/4 LageFlur: 1, Flurstück: 76/1, 76/2                         | Trotz ihrer Schlichtheit geben die beiden Gebäude dem weilerartigen Siedlungsflecken Münster eine Mitte. Das giebelständige Bürgermeisteramt ist ein zweigeschossiger, verputzter Fachwerkbau, der vermutlich aus dem 3. Viertel des 19. Jahrhunderts stammt. | 3. Viertel des 19. Jahrhunderts | 5022 DDB   |

## Nieder-Weisel
| Bild            | Bezeichnung                                                | Lage | Beschreibung | Bauzeit         | Objekt-Nr. |
| --------------- | ---------------------------------------------------------- | --- | --- | --------------- | ---------- |
| Bild gesucht BW | Eisenbahnbrücke                                            | Am Hochweiseler Weg LageFlur: 13, Flurstück: 49                                                                 | | 1850            | 952423 DDB |
| weitere Bilder  |                                                            | Am Markt 6 (ehem. Marktplatz 6) LageFlur: 1, Flurstück: 357/2                                                   | |                 | 404389 DDB |
| weitere Bilder  | Gedenkstätte auf dem Friedhof am westlichen Ortsrand       | Brunnengasse 29 (Außerhalb der Ortslage) LageFlur: 1, Flurstück: 650/1                                          | |                 | 5070 DDB   |
| weitere Bilder  | Rathaus                                                    | Butzbacher Straße 2 LageFlur: 1, Flurstück: 365/2                                                               | |                 | 5040 DDB   |
| weitere Bilder  | Ev. Pfarrkirche                                            | Butzbacher Straße 4 LageFlur: 1, Flurstück: 367/1, 369/2                                                        | Im Kern romanische Saalkirche, die auf das 12. Jahrhundert zurückgeht und in den Jahren 1613 bis 1616 ihre heute maßgebliche Gestalt erhielt; Kirchturm aus dem 12. Jahrhundert; Stuckdecke und Kanzel im Stil der Renaissance | 12. Jh.         | 5042 DDB   |
| weitere Bilder  | Alte Schule                                                | Butzbacher Straße 8 LageFlur: 1, Flurstück: 369/6                                                               | |                 | 5044 DDB   |
| weitere Bilder  |                                                            | Butzbacher Straße 12 LageFlur: 1, Flurstück: 394/1                                                              | |                 | 5046 DDB   |
| weitere Bilder  | Ehem. Amtsgebäude                                          | Butzbacher Straße 16 LageFlur: 1, Flurstück: 399/1                                                              | |                 | 5048 DDB   |
| weitere Bilder  |                                                            | Butzbacher Straße 18 LageFlur: 1, Flurstück: 410/2                                                              | Teil der Gesamtanlage Nieder-Weisel |                 | 850915     |
| weitere Bilder  | ‚Edelhof‘                                                  | Butzbacher Straße 37/35 LageFlur: 1, Flurstück: 449/1, 452/4                                                    | |                 | 5052 DDB   |
| weitere Bilder  |                                                            | Domgasse 6 LageFlur: 1, Flurstück: 438/1                                                                        | |                 | 5054 DDB   |
| weitere Bilder  |                                                            | Domgasse 14 LageFlur: 1, Flurstück: 430/4                                                                       | |                 | 5056 DDB   |
| weitere Bilder  | Nieder-Weisel                                              | Gesamtanlage Lage                                                                                               | |                 | 5036 DDB   |
| Bild gesucht BW | Wasserdurchlass                                            | Eisenbahn LageFlur: 13, Flurstück: 84                                                                           | | 1850            | 952422 DDB |
| Bild gesucht BW | Eisenbahnbrücke                                            | Großer Reiserbach (n.fl.Gew.III) LageFlur: 13, Flurstück: 12                                                    | | 1850            | 952419 DDB |
| weitere Bilder  | Kirche und Herrenhaus der Johanniterkommende Nieder-Weisel | Johanniterstraße 7, Hoch-Weiseler Weg 1a/3, Johanniterstraße LageFlur: 1, Flurstück: 606/1, 609/4, 609/7, 609/8 | Dreischiffige, zweigeschossige Anlage aus der Romanik, Obergeschoss ehemaliger Krankensaal | 13. Jahrhundert | 5058 DDB   |
| Bild gesucht BW | Wasserdurchlass                                            | Kleiner Reiserbach (n.fl,Gew.II) LageFlur: 13, Flurstück: 38                                                    | | 1850            | 952421 DDB |
| weitere Bilder  |                                                            | Reutergasse 10 LageFlur: 1, Flurstück: 473                                                                      | |                 | 5062 DDB   |
| weitere Bilder  | Jüdischer Friedhof                                         | Speck LageFlur: 1, Flurstück: 649/2                                                                             | |                 | 5066 DDB   |
| Bild gesucht BW | Eisenbahnbrücke                                            | Speckweg LageFlur: 13, Flurstück: 20                                                                            | | 1850            | 952420 DDB |
| weitere Bilder  |                                                            | Weingartenstraße 5 LageFlur: 1, Flurstück: 411/1                                                                | |                 | 5064 DDB   |
| weitere Bilder  |                                                            | Weizgang 19 LageFlur: 1, Flurstück: 520/1                                                                       | |                 | 5068 DDB   |
| weitere Bilder  |                                                            | Zum Bahnhof 3 (ehem. Bahnhofstraße 3) LageFlur: 1, Flurstück: 363                                               | |                 | 404194 DDB |

## Ostheim
| Bild            | Bezeichnung                         | Lage                                                                                  | Beschreibung                                                                             | Bauzeit               | Objekt-Nr. |
| --------------- | ----------------------------------- | ------------------------------------------------------------------------------------- | ---------------------------------------------------------------------------------------- | --------------------- | ---------- |
| weitere Bilder  |                                     | Am Anger 15 (ehem. Hauptstraße 73) LageFlur: 1, Flurstück: 6/1                        |                                                                                          |                       | 404199 DDB |
| weitere Bilder  |                                     | Am Park 10 (ehem. Schulstraße 10) LageFlur: 1, Flurstück: 222/4                       |                                                                                          |                       | 404203 DDB |
| weitere Bilder  |                                     | Bachgasse 21 LageFlur: 1, Flurstück: 187/1                                            |                                                                                          |                       | 5076 DDB   |
| weitere Bilder  | Ehem. Schule, Dorfgemeinschaftshaus | Bahnhofsallee 3 (ehem. Bahnhofstraße 3) LageFlur: 3, Flurstück: 2/1                   |                                                                                          |                       | 404195 DDB |
| Bild gesucht BW | Hofanlage                           | Bahnhofsallee 52 (ehem. Bahnhofstraße 52) LageFlur: 2, Flurstück: 17                  |                                                                                          |                       | 404197 DDB |
| weitere Bilder  | Ostheim                             | Gesamtanlage Lage                                                                     |                                                                                          |                       | 5074 DDB   |
| weitere Bilder  | Ehem. Rathaus                       | Rathausstraße 46 (ehem. Hauptstraße 46) LageFlur: 1, Flurstück: 44/2                  |                                                                                          |                       | 404198 DDB |
| Bild gesucht BW | Wasserbehälter von 1927             | Rechts vom Mühlweg LageFlur: 7, Flurstück: 10                                         |                                                                                          | 1927                  | 963512 DDB |
| weitere Bilder  |                                     | Zur Martinskirche 10 (ehem. Kirchgasse 10) LageFlur: 1, Flurstück: 185/2              |                                                                                          |                       | 404200 DDB |
| weitere Bilder  | Pfarrhof                            | Zur Martinskirche 11 (ehem. Kirchgasse 11) LageFlur: 1, Flurstück: 179/1              |                                                                                          |                       | 404201 DDB |
| weitere Bilder  | Ev. Pfarrkirche, ehem. St. Martin   | Zur Martinskirche 12/11 (ehem. Kirchgasse 12/11) LageFlur: 1, Flurstück: 179/1, 182/1 | Gotischer Chorturm mit Spitzhelm und vier Wichhäuschen, quergelagerter, barocker Saalbau | 14. Jahrhundert, 1750 | 404202 DDB |

## Pohl-Göns
| Bild               | Bezeichnung        | Lage                                                                                     | Beschreibung                                                                                  | Bauzeit         | Objekt-Nr. |
| ------------------ | ------------------ | ---------------------------------------------------------------------------------------- | --------------------------------------------------------------------------------------------- | --------------- | ---------- |
|                    |                    | Am Alten Pfarrhaus 8 (ehem. Pfarrgasse 8) LageFlur: 1, Flurstück: 210/1                  |                                                                                               |                 | 404391 DDB |
| Jüdischer Friedhof | Jüdischer Friedhof | An der Niederkleener Straße rechts (Außerhalb der Ortslage) LageFlur: 2, Flurstück: 34/1 |                                                                                               |                 | 5134 DDB   |
| Bild gesucht BW    | Wegbrücke          | Eisenbahn LageFlur: 13, Flurstück: 182                                                   |                                                                                               | 1909            | 952675 DDB |
| Pohl-Göns          | Pohl-Göns          | Gesamtanlage Lage                                                                        |                                                                                               |                 | 5096 DDB   |
|                    |                    | Gießener Straße 2 LageFlur: 1, Flurstück: 106/1                                          |                                                                                               |                 | 5112 DDB   |
|                    |                    | Gießener Straße 12 LageFlur: 1, Flurstück: 101/2                                         |                                                                                               |                 | 5114 DDB   |
|                    |                    | Gießener Straße 14 LageFlur: 1, Flurstück: 100/1                                         |                                                                                               |                 | 5116 DDB   |
| Ehemalige Synagoge | Ehemalige Synagoge | Gießener Straße 22a LageFlur: 1, Flurstück: 920/4                                        |                                                                                               |                 | 5118 DDB   |
|                    |                    | Gönser Straße 1 (ehem. Butzbacher Straße 1) LageFlur: 1, Flurstück: 147/1                |                                                                                               |                 | 404204 DDB |
|                    |                    | Gönser Straße 2 (ehem. Butzbacher Straße 2) LageFlur: 1, Flurstück: 354                  |                                                                                               |                 | 404205 DDB |
|                    |                    | Gönser Straße 3 (ehem. Butzbacher Straße 3) LageFlur: 1, Flurstück: 162/2                |                                                                                               |                 | 404206 DDB |
|                    |                    | Gönser Straße 5 (ehem. Butzbacher Straße 5) LageFlur: 1, Flurstück: 163/1                |                                                                                               |                 | 404207 DDB |
|                    |                    | Gönser Straße 7 (ehem. Butzbacher Straße 7) LageFlur: 1, Flurstück: 164                  |                                                                                               |                 | 404208 DDB |
|                    |                    | Gönser Straße 19 (ehem. Butzbacher Straße 19) LageFlur: 1, Flurstück: 178/1              |                                                                                               |                 | 404209 DDB |
| Ehrenfriedhof      | Ehrenfriedhof      | Im Ort LageFlur: 1, Flurstück: 48/3                                                      |                                                                                               |                 | 5132 DDB   |
| Schule             | Schule             | Rechtenbacher Straße 1 (ehem. Wetzlarer Straße 1) LageFlur: 1, Flurstück: 109/4          |                                                                                               |                 | 404212 DDB |
| Rathaus            | Rathaus            | Rechtenbacher Straße 2 (ehem. Wetzlarer Straße 2) LageFlur: 1, Flurstück: 143/1          |                                                                                               |                 | 404213 DDB |
| weitere Bilder     | Ev. Kirche         | Rechtenbacher Straße 3 (ehem. Wetzlarer Straße 3) LageFlur: 1, Flurstück: 109/2          | Spätgotische Saalkirche mit Rechteckchor um 1500, mehrfach umgebaut, sechsseitiger Dachreiter | 15. Jahrhundert | 404214 DDB |
| Ehem. Pfarrhaus    | Ehem. Pfarrhaus    | Rechtenbacher Straße 4 (ehem. Wetzlarer Straße 4) LageFlur: 1, Flurstück: 112/2          |                                                                                               |                 | 404216 DDB |
|                    |                    | Rechtenbacher Straße 6 (ehem. Wetzlarer Straße 6) LageFlur: 1, Flurstück: 115/1          |                                                                                               |                 | 404217 DDB |
| Bahnhof            | Bahnhof            | Zur Alten Tongrube 5 LageFlur: 13, Flurstück: 184/5                                      |                                                                                               |                 | 404210 DDB |

## Abgängige Kulturdenkmäler
| Bild            | Bezeichnung | Lage                                                                          | Beschreibung | Bauzeit | Objekt-Nr. |
| --------------- | ----------- | ----------------------------------------------------------------------------- | ------------ | ------- | ---------- |
| Bild gesucht BW |             | Fauerbach vor der Höhe, Bottengasse 23 LageFlur: 1, Flurstück: 169/2          |              |         | 4844 DDB   |
| Bild gesucht BW |             | Fauerbach vor der Höhe, Raiffeisenstraße 1 LageFlur: 1, Flurstück: 375/1      |              |         | 4860 DDB   |
| Bild gesucht BW |             | Hoch-Weisel, Hintergasse 7 LageFlur: 1, Flurstück: 127                        |              |         | 4934 DDB   |
| Bild gesucht BW |             | Kirch-Göns, Am Kornmarkt 7 (ehem. Kirchgasse 7) LageFlur: 1, Flurstück: 139/2 |              |         | 4992 DDB   |